# Love (musikgrupp)

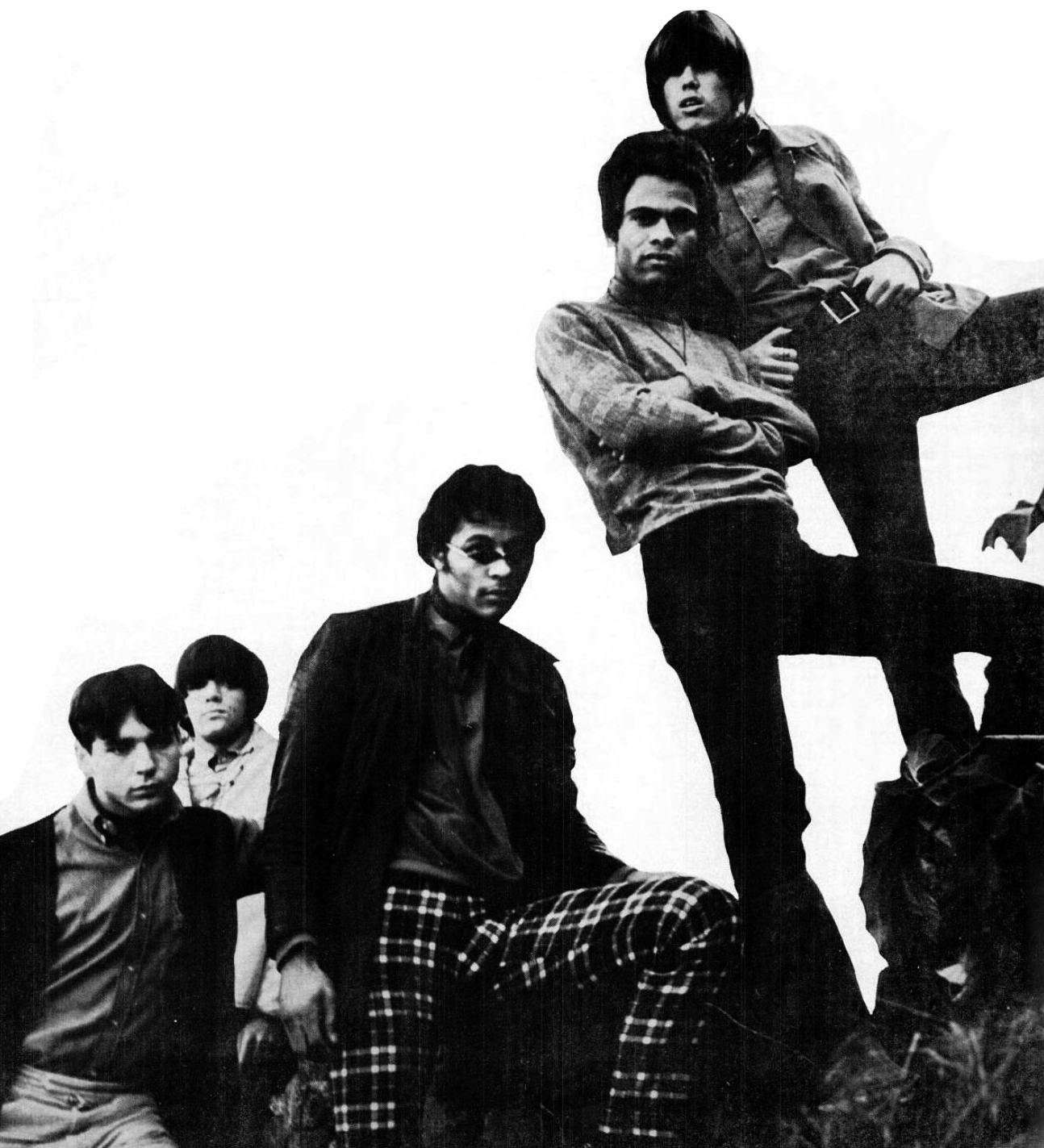
Love, avbildad i en reklamaffisch från 1966 för singeln "My Little Red Book".

Love var en amerikansk rockgrupp bildad i Los Angeles år 1965 på initiativ av Arthur Lee, en sångare och musiker som inte lyckats särskilt bra med sina tidigare projekt. Övriga medlemmar i gruppen var Bryan MacLean (kompgitarr), Johnny Echols (gitarr), Alban Pfisterer (trummor), och Ken Forssi (basgitarr). De spelade garagerock, folkrock och psykedelisk rock. Kommersiellt var de endast marginellt framgångsrika och hade bara en större amerikansk singelhit med "7 and 7 Is" sent 1966. I efterhand är de främst kända för albumet Forever Changes från 1967, vars rykte som ett mästerverk växt under åren som gått. När Love var som störst 1966 ska Jim Morrison, sångaren i legendariska The Doors, ha sagt att deras motiv var att bli lika stora som gruppen.
Love fick 1966 skivkontrakt på Elektra Records och fick med debutsingeln "My Little Red Book", skriven av Burt Bacharach, en medelstor amerikansk hit. Låten nådde #52 på Billboard Hot 100. Även det självbetitlade debutalbumet, inspelat i januari 1966, en blandning av folkrock och garagerock-låtar blev en hyfsad framgång våren 1966. Gruppens stil var på albumet kraftigt inspirerad av The Byrds, som också kom från Los Angeles. Samma år fick gruppen sin enda topp 40-hit i USA med garagerock-låten "7 and 7 Is". Låten ingick sedermera på gruppens andra studioalbum Da Capo, inspelat hösten 1966 och släppt i början av 1967. Albumet var bland de första där en hel skivsida togs upp av en komposition, i detta fallet jamsessionen "Revelation" på nära 19 minuter.
Gruppens tredje album spelades in under några dagar i respektive juni, augusti och september 1967. På låtarna The Daily Planet och Andmoreagain hjälpte studiomusiker till, men i övrigt var det Arthur Lee, John Echols, Ken Forssi, Michael Stuart och Bryan MacLean som spelade. Skivan, Forever Changes fick bra kritik men förbisågs på sin tid i USA och nådde bara 154:e plats på Billboard 200, medan det i Storbritannien fick mer uppmärksamhet och nådde #24 på UK Albums Chart. Flera av låtarna hade barockpop-arrangemang arrangerade av Arthur Lee och David Angel. Här fanns låtar som "Alone Again Or", "Andmoreagain", "The Red Telephone" och "You Set the Scene" som räknas som mycket fint arrangerade musikstycken. 
Efter inspelningen av singeln Your Mind And We Belong Together och Laughing Stock i januari 1968 bröt gruppen upp under dunkla omständigheter 1968. Bandet brottades med missbruksproblem och under sommaren 1968 lämnade samtliga medlemmar utom Arthur Lee bandet.  I och med den ändrade bandkonstellationen var gruppens storhetstid förbi. Albumen som gavs ut 1969 och i början på 1970-talet blev inte lika uppmärksammade som tidigare album. Dock nådde albumet Four Sail 1969 högre placering på Billboard-listan än vad Forever Changes gjort. De enda fasta medlemmarna under perioden var Frank Fayad (basgitarr) och George Suranovich (trummor). På albumet False Start medverkade Jimi Hendrix som gästartist på det inledande spåret "The Everlasting First". 1974 hade Love slutligen upplösts.  Originalmedlemmarna Forssi och MacLean avled båda 1998, samtidigt som Lee vistades i fängelse för vapenbrott mellan 1995 och 2001. Efter fängelsevistelsen uppträdde Lee tillsammans med originalgitarristen Johnny Echols och framförde Love's låtar fram till 2006. Arthur Lee avled till följd av leukemi den 3 augusti 2006.

## Medlemmar
Nuvarande medlemmar (Love Revisited)
- Johnny Echols – sologitarr (1965–1968, 2002– )
- Rusty Squeezebox – gitarr, sång (1994– )
- Mike Randle – gitarr (1994– )
- David "Daddy O" Green – trummor (1994– )
- David Chapple – basgitarr (1996– )

Tidigare medlemmar
- Arthur Lee – sång,  gitarr, piano, slagverk, munspel (1965–1975, 1978, 1982, 1992–2006; avliden 2006)
- Johnny "Fleck" Fleckenstein – basgitarr (1965–1966)
- Don Conka - trummor (1965)
- Bryan MacLean – gitarr, sång (1965–1968, 1978; avliden 1998)
- Alban "Snoopy" Pfisterer – trummor, keyboard, (1965–1967)
- Ken Forssi – basgitarr (1966–1968; avliden 1998)
- Michael Stuart – trummor (1966–1968, 2009)
- Tjay Cantrelli – träblåsinstrument (1966–1967)
- Frank Fayad – basgitarr, sång (1968–1970, 1982)
- George Suranovich – trummor, sång (1968–1970, 1978, 1982)
- Jay Donnellan – sologitarr (1968–1969, 1982)
- Drachen Theaker – trummor (1968–1969)
- Gary Rowles – sologitarr (1969–1970, 1982)
- Paul Martin – gitarr (1969)
- Nooney Rickett – gitarr (1969–1970)
- Probyn Gregory – multiinstrumentalist (2009)

## Diskografi (urval)
Studioalbum
- Love (1966)
- Da Capo (1967)
- Forever Changes (1967)
- Four Sail (1969)
- Out Here (1969)
- False Start (1970)
- Reel to Real (1974)
- Arthur Lee & Love (1992)
- Love Lost (2009) (inspelad 1971)
- Black Beauty (2012) (inspelad 1973)

EP
- Love on Earth Must Be (2004)

Singlar
- "My Little Red Book" / "A Message to Pretty" (1966)
- "7and 7 Is" / "No. Fourteen" (1966)
- "She Comes in Colors" / "Orange Skies" (1966)
- "¡Que Vida!" / "Hey Joe" (1967)
- "Alone Again Or" / "A House is Not a Motel" (1968)
- "Your Mind and We Belong Together" / "Laughing Stock" (1968)
- "Girl on Fire" / "Midnight Sun" (1994)